# Steffen Peters
Steffen Peters (18 de setembro de 1964) é um ginete de elite estadunidense, especialista em adestramento, medalhista olímpico por equipes na Rio 2016.

## Carreira
Steffen Peters por equipes conquistou a medalha de bronze montando Legolas 92, ao lado de Kasey Perry-Glass, Allison Brock e Laura Graves .